# Mugulavalli, Chikmagalur
Mugulavalli là một làng thuộc tehsil Chikmagalur, huyện Chikmagalur, bang Karnataka, Ấn Độ.